# Нова Зеландія на Чемпіонаті світу з легкої атлетики 2017
Нова Зеландія на Чемпіонаті світу з легкої атлетики 2017, що проходив з 4 по 13 серпня 2017 року в Лондоні (Велика Британія) була представлена 12 спортсменами.

## Медалісти
| Медаль | Спортсмен  | Змагання                  | Дата     |
| ------ | ---------- | ------------------------- | -------- |
| Золото | Томас Волш | Штовхання ядра (чоловіки) | 6 серпня |

## Результати

### Чоловіки
Трекові і шосейні дисципліни
| Спортсмен      | Дисципліна   | Попередні забіги | Попередні забіги | Забіги    | Забіги | Півфінал        | Півфінал        | Фінал           | Фінал           |
| Спортсмен      | Дисципліна   | Результат        | Місце            | Результат | Місце  | Результат       | Місце           | Результат       | Місце           |
| -------------- | ------------ | ---------------- | ---------------- | --------- | ------ | --------------- | --------------- | --------------- | --------------- |
| Джосеф Міллар  | 100 м        | 10.29            | 7 Q              | 10.31     | 33     | Завершив виступ | Завершив виступ | Завершив виступ | Завершив виступ |
| Джосеф Міллар  | 200 м        | Н/Д              | Н/Д              |           |        |                 |                 |                 |                 |
| Нік Вілліс     | 1500 м       | Н/Д              | Н/Д              |           |        |                 |                 |                 |                 |
| Зейн Робертсон | 10000 м      | Н/Д              | Н/Д              | Н/Д       | Н/Д    | Н/Д             | Н/Д             | 27:48.59 SB     | 16              |
| Квентін Рю     | Ходьба 50 км | Н/Д              | Н/Д              | Н/Д       | Н/Д    | Н/Д             | Н/Д             |                 |                 |

Технічні дисципліни
| Спортсмен           | Дисципліна     | Кваліфікація | Кваліфікація | Фінал           | Фінал           |
| Спортсмен           | Дисципліна     | Результат    | Місце        | Результат       | Місце           |
| ------------------- | -------------- | ------------ | ------------ | --------------- | --------------- |
| Джако Ґілл          | Штовхання ядра | 20.96        | 5 Q          | 20.82           | 9               |
| Томас Волш          | Штовхання ядра | 22.14 SB     | 1 Q          | 22.03           | 1               |
| Маршалл Холл        | Метання диска  | 56.64        | 30           | Завершив виступ | Завершив виступ |
| Бен Ленгтон Бурнелл | Метання списа  |              |              |                 |                 |

### Жінки
Трекові і шосейні дисципліни
| Спортсмен       | Дисципліна | Забіги    | Забіги | Півфінал  | Півфінал | Фінал     | Фінал |
| Спортсмен       | Дисципліна | Результат | Місце  | Результат | Місце    | Результат | Місце |
| --------------- | ---------- | --------- | ------ | --------- | -------- | --------- | ----- |
| Енджі Петті     | 800 м      |           |        |           |          |           |       |
| Камілль Тускомб | 5000 м     |           |        | Н/Д       | Н/Д      |           |       |
| Камілль Тускомб | 10000 м    | Н/Д       | Н/Д    | Н/Д       | Н/Д      | 33:07.53  | 30    |

Технічні дисципліни
| Спортсмен       | Дисципліна         | Кваліфікація | Кваліфікація | Фінал            | Фінал            |
| Спортсмен       | Дисципліна         | Результат    | Місце        | Результат        | Місце            |
| --------------- | ------------------ | ------------ | ------------ | ---------------- | ---------------- |
| Еліза Маккартні | Стрибки з жердиною | 4.50         | 12 q         | 4.55             | 9                |
| Юлія Реткліфф   | Метання молота     | 64.72        | 26           | Завершила виступ | Завершила виступ |